# Фердинанд (Домброва-Цехановський)
Фердина́нд Домбрóва-Цехано́вський гербу Домброва (пол. Ferdynand Dąbrowa-Ciechanowski herbu Dąbrowa; 18 листопада 1759, Цехановець — 7 квітня 1828, Холм) — єпископ Української греко-католицької церкви; з 1810 року єпископ Холмський і Белзький, василіянин, очільник василіянського монастиря в Холмі, сенатор герцогства Варшавського і Царства Польського.

## Життєпис
Народився в містечку Цехановець на Підляшші в шляхетській родині. Після закінчення навчання в піярській колегії в Сім'ятичах вступив до ордену ЧСВВ. Деякий час був префектом і професором філософії в василіянській школі при монастирі в Жировичах. Потім був очільником василіянського монастиря в Холмі. З 1809 р. став головним (провінціалом) всіх василіян в межах Герцогства Варшавського. В часи перебування в Холмі став наближеним впливової місцевої шляхетської родини Венґленських, завдяки якій був номінований на Холмську єпархію 18 липня 1810 р., що викликало деякий спротив світського духовенства.
8 жовтня 1810 р. Фердинанд Домброва-Цехановський був висвячений на єпископа Холмського у Львові за участі греко-католицького митрополита Антонія Ангеловича, римо-католицького архієпископа Львівського Каєтана Кіцького та вірменського архієпископа Львівського Яна Якуба Шимоновича. 
Як єпископ, отримав звання сенатора спочатку Герцогства Варшавського, а потім Королівства Польського (Конгресового). Дбав про піднесення освіти греко-католицького духовенства та про зрівняння його з латинським. В 1810 році домігся відновлення діяльності Холмської духовної семінарії, подбав також про ремонт спаленої катедри. Прагнув, щоб уніатська церковна архітектура була схожою до архітектури латинських церков. У 1821 р. Домброва-Цехановський вимагав заборонити латинським священикам приймати греко-католиків до латинського обряду. Однак одночасно ще у 1815 р. видав польською мовою «Порядок церковних Богослужінь», в якому вводив ряд латинських обрядів, дозволяючи усувати іконостаси у храмах та проповідувати польською мовою. Стараннями владики Фердинанда в Холмській єпархії встановлено латинську інституцію капітул, також домігся встановлення в єпархії двох суфраганів (єпископів-помічників) — Бартоломея Назаревича та Вікентія Седлецького. З метою відродження релігійного життя рекомендував засновувати при кожній церкві релігійні братства.